# Noksaek uija
Noksaek uija (녹색 의자; tiếng Anh: Green Chair) là một bộ phim điện ảnh đề tài chính kịch khiêu dâm của Hàn Quốc công chiếu vào năm 2005. Nội dung phim xoay quanh cuộc tình giữa một nữ giáo viên hấp dẫn 32 tuổi và một cậu thanh niên chưa đủ tuổi trưởng thành. Trong phim có nhiều cảnh làm tình đến mức trần trụi, cùng với đó là cốt truyện theo chân hai nhân vật chính – hai người tình chênh lệch tuổi tác cố gắng tìm hiểu sức hấp dẫn về mặt tình dục từ đối phương bất chấp sự lên án của xã hội. Phim được ghi hình bằng thước phim 35 mm có màu với thời lượng 98 phút. Kinh phí làm phim rơi vào khoảng 2 triệu USD.
Noksaek uija từng tham gia tranh cử Hạng mục chính tại Liên hoan phim Sundance và Liên hoan phim Berlin 2005, đồng thời là tác phẩm chiếu khai mạc Liên hoan phim quốc tế Los Angeles của Hàn Quốc cùng năm đó. Bản DVD bằng phụ đề song ngữ tiếng Hàn–tiếng Anh cũng ra mắt vào năm 2005 đính kèm đĩa thứ 2 ghi lại quá trình làm phim, với thời lượng tổng cộng là 107 phút. ImaginAsian Pictures là đơn vị giành được bản quyền bộ phim tại Bắc Mỹ.

## Tóm tắt nội dung
Kim Mun-hee là một phụ nữ 32 tuổi làm nghề giáo viên đã ly hôn. Cô dấn thân vào mối tình với cậu thanh niên 19 tuổi Seo-hyun – người coi cô là tình nhân đầu tiên của mình. Tuy nhiên theo luật pháp Hàn Quốc, độ tuổi được phép quan hệ tình dục là 20 tuổi. Sau khi mối tình cấm bị phát giác, Kim bị bắt giữ và phải ngồi tù vài ngày vì tội dụ dỗ trẻ vị thành niên, nhưng rồi được trả tự do và buộc phải làm lao động công ích trong nhiều giờ. Khi cô kết thúc đợt thi hành án, báo giới và Seo-hyun đã đợi cô sẵn ở ngoài nhà tù.
Kim và Seo-hyun thuê một căn hộ và ở đó cùng nhau một thời gian, tại đây hai người dành phần lớn thời gian quan hệ tình ái với nhau. Dần dần Kim hiểu rằng mối tình này sẽ không kéo dài mãi mãi và muốn chia tay Seo-hyun. Nhưng cậu khăng khăng rằng mình yêu cô và không muốn để Kim ra đi. Kế đó hai người tìm đến trú tạm nhà riêng của Su-jin – cô bạn của Mun-hee.

## Phân vai
- Suh Jung vai Kim Mun-hee
- Shim Ji-ho vai Seo-hyun 19 tuổi
- Oh Yoon-hong vai Su-jin
- Jeon-han Kim vai nhà báo
- Jung-hee Nam vai bà của Kim Mun-hee